# 大全国联盟

大全国联盟的標誌

大全国联盟（Gran Alianza Nacional，缩写为GANA) ，危地马拉右翼政党。缩写"GANA"也有“获胜”的意思。
2003年，大全国联盟由变革运动（Movimiento Reformador）、全国团结党（Partido Solidaridad Nacional）和M-17运动（Movimiento M-17）3个中右小党组成，并参加2003年11月9日举行的大选，赢得了24.3%的选票和158个国会席位中的47席。联盟的总统候选人奥斯卡·贝尔赫在同一天的总统选举中赢得了34.3%的选票。在第二轮他赢得了54.1%选票，当选总统。
2004年1月至2008年1月执政期间，各结盟党先后脱离执政联盟。2007年大选中该联盟失利。
- 爱国党(Partido Patriota)，贝尔赫执政后几个月脱离联盟
- 改革运动 (Movimiento Reformador) (MR)，2006年8月，改革运动不再支持联盟
- 全国团结党 (Partido Solidaridad Nacional) (PSN)，2005年11月退出联盟

在2007年总统大选时，GANA总统候选人亚历杭德罗·贾马太（Alejandro Giammattei）以17%的选票排名第三，国会席位获得37席，成为国会第二大党。